# Martin (Washington)
Martin ist eine ausgestorbene Stadt im Pazifischen Nordwesten im Kittitas County im US-Bundesstaat Washington. Das GNIS klassifiziert Martin als „bewohnten Ort“; der Stampede Pass liegt wenig westlich.
Ein Martin genanntes Postamt wurde 1892 eröffnet und blieb bis 1902 in Betrieb. Die Gemeinde wurde nach der Tatsache benannt, dass ein Fichtenmarder nahe der ursprünglichen Ortslage getötet wurde.
1939 eröffnete die Northern Pacific Railway ein Skigebiet am Ost-Portal des Stampede Tunnel unter dem Namen „Martin Ski Dome“. Das Resort wurde als Konkurrenz zu dem wenige Meilen nördlich gelegenen Skigebiet der Milwaukee Road in Hyak (eröffnet 1937) geschaffen, dem „Milwaukee Ski Bowl“. Es wurde 1942 mit Beginn des Zweiten Weltkriegs geschlossen und anschließend an die University of Washington Students Association verkauft; es wurde als „Husky Chalet“ wiedereröffnet und hatte zwei Schlepplifte. Die „Meany Lodge“ der Mountaineers befindet sich gleichfalls in der Nähe.